# Valdemar Henriques
|  | For den danske komponist og violinist Valdemar Fini Henriques, se Fini Henriques. |
Valdemar Henriques (19. april 1864 i København – 4. december 1936 smst.) var en dansk fysiolog. Han blev student fra Mariboes Skole i 1881 og cand.med fra Københavns Universitet 1888, dr.med. 1891. Henriques blev 1893 lektor og 1903 professor i fysiologi ved Landbohøjskolen i København. Fra 1911 til sin pensionering i 1934 professor i fysiologi ved Københavns Universitet. Henriques har blandt andet udgivet en lærebog i fysiologi (1923). Hans forskning faldt for størstedelen inden for ernæringsfysiologiens område. 

## Hæder og tillidshverv
Medlem af Videnskabernes Selskab 1903 og af bestyrelsen for Det Classenske Litteraturselskab. Censor ved den lægevidenskabelige eksamen.

## Ægteskab
Gift 3. maj 1891 i København med Carrie Amalia Bing, datter af etatsråd og grosserer Jacob Martin Bing og Amalia Bing (f. Warburg).

## Gravsted
Henriques ligger begravet på Mosaisk Vestre Begravelsesplads.